# Бинсфельд (замок)
Бинсфельд (нем. Burg Binsfeld) — замок около одноимённой деревни в черте коммуны Нёрфених федеральной земли Северный Рейн-Вестфалия в Германии. Замок построен на стыке готики и Раннего Возрождения; об итальянских влияниях свидетельствует расположенная на севере здания лоджия. Фортификация защищена крепостным рвом. Замок является одним из важнейших светских сооружений Рейнской области.

## История
Первые строения на месте нынешнего дворца относились к XIII—XIV векам и принадлежали герцогам Юлиха. Однако в 1397 году замок по суду перешёл во владение рыцарю Генриху Муле фон Бинсфельду, чьё имя впоследствии переняла и сама крепость. Замок долгое время принадлежал фон Бинсфельдам. К XVI веку крепость потеряла своё фортификационное значение. Рейнский ланддрост, потомок первого хозяина замка из рода Бисфельдов, Вернер фон Бинсфельд принял решение перестроить прежнюю крепость под стилизованные жилые покои.
Бывший крепостной ров стал декоративным прудом. Основное здание надстроили третьим этажом. По углам были возведены новые башни: круглая с юго-запада и восьмиугольная с северо-востока. К последней приставили парадную лестницу. Фасад со стороны внутреннего двора украшен двумя аркадами: одна у первого этажа, другая на балконе второго. Лоджии впоследствии, в 1960 году были реконструированы. На парадных дверях строители начертали Binsfeld-Nesselrode, а чуть ниже дату постройки — Anno 1553.
С тех пор до середины XX века строения занимали жилые и хозяйственные постройки, у крепости сменился не один владелец. В первые годы Второй мировой большая часть ансамбля была уничтожена или серьёзно повреждена от удара бомбы. Однако уже к 1942 году после тщательной реставрации, комплекс был восстановлен. В 1986 году замок стал частью частной фермы. В 1990 году крепости вернули исторический облик, в помещениях оборудовали дом престарелых на 180—200 мест.

## Архитектура
Замок построен в стиле Раннего Возрождения. Однако на фасаде немало готических и романских деталей, что характерно для немецких замков того времени.

## Галерея

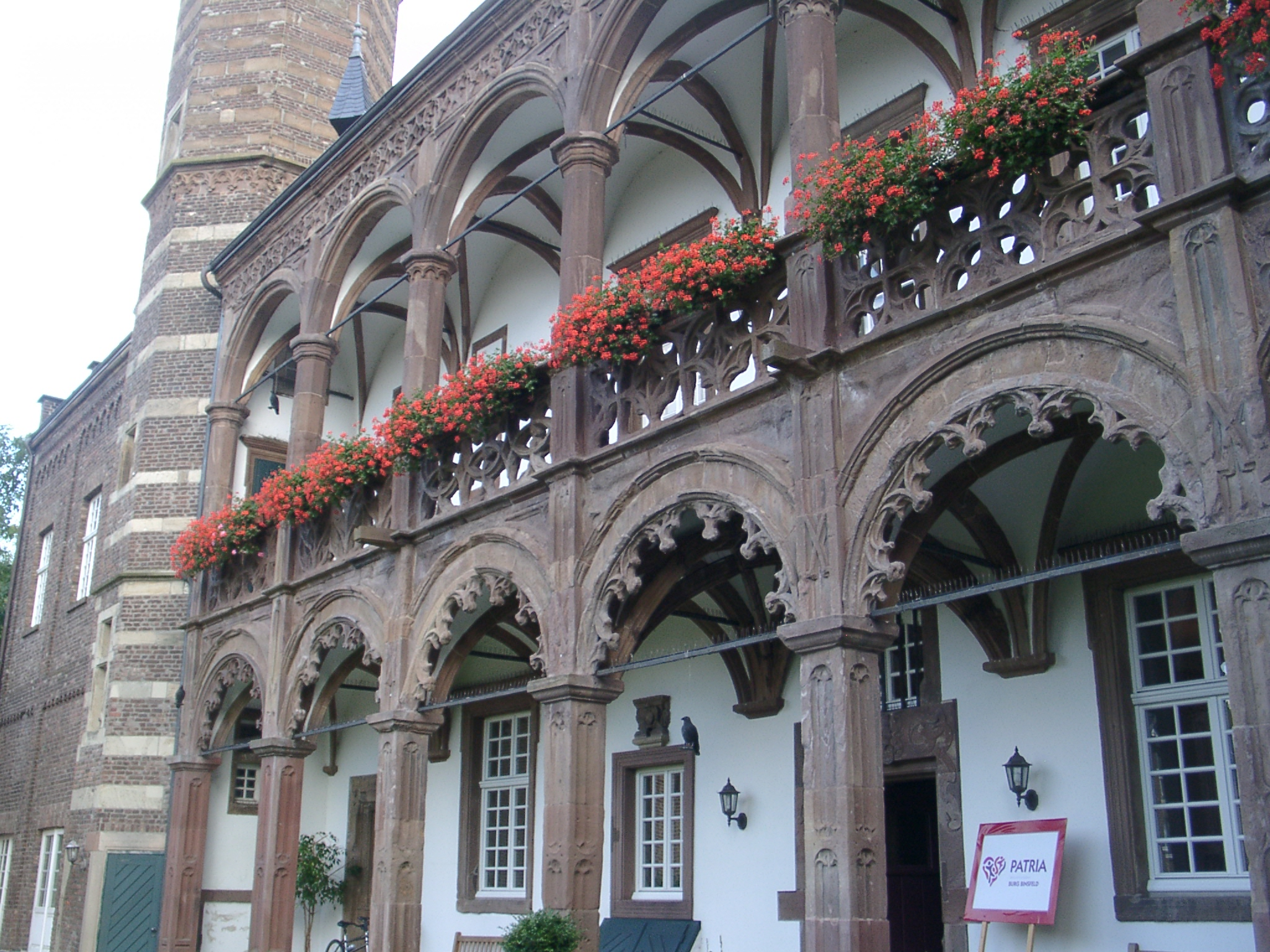
Двухэтажные лоджии
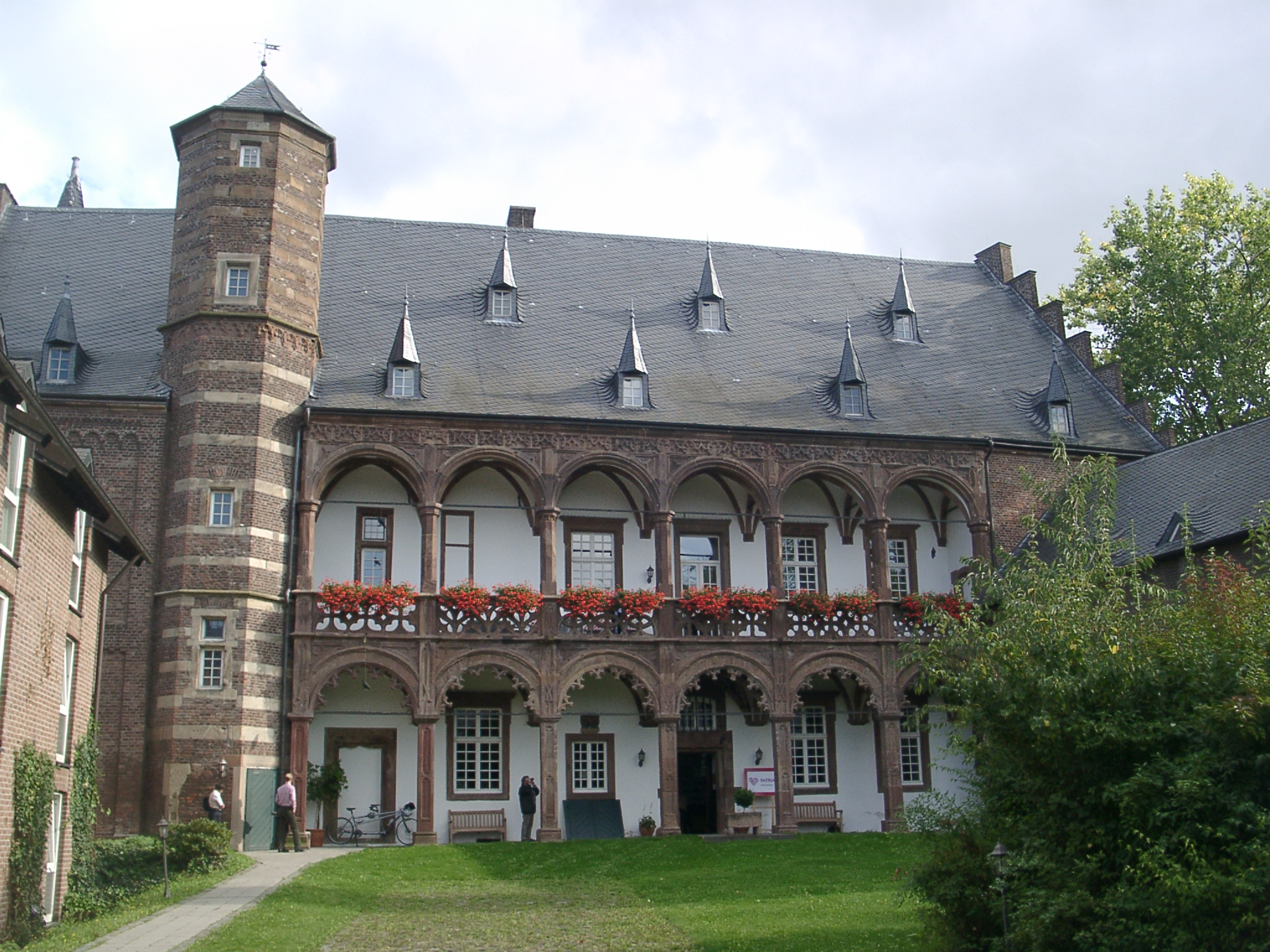
Аркады и восьмиугольная башня
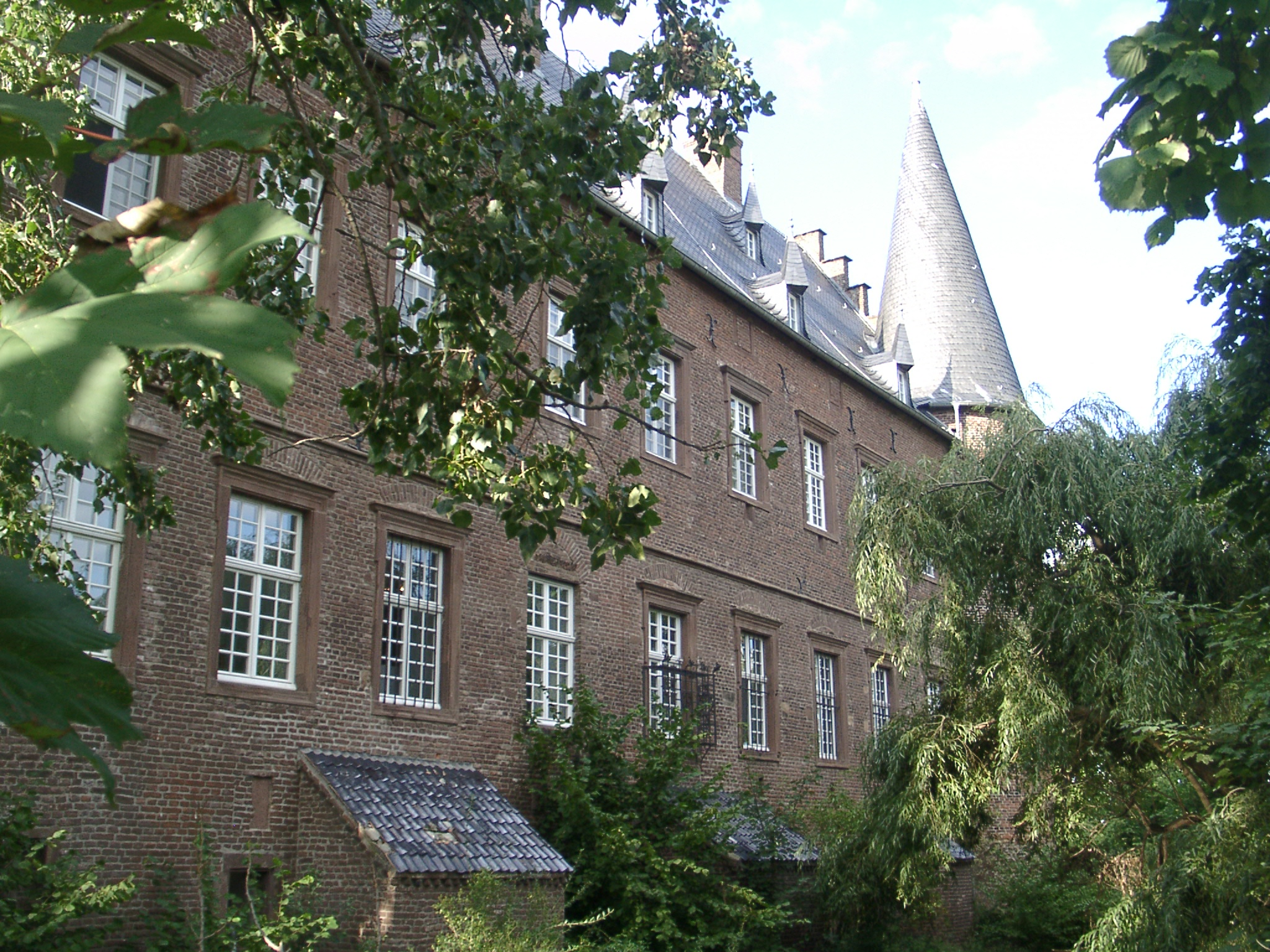
Замок со стороны рва